# أرك (ألاداغ)
أرك (بالفارسية: ارک) هي قرية تقع في إيران في قسم ألاداغ الريفي. يقدر عدد سكانها بـ 92 نسمة بحسب إحصاء 2016.